# USS Miami (SSN-755)
El USS Miami (SSN-755) fue un submarino de ataque de la clase Los Ángeles de la Armada de los Estados Unidos. Fue el tercer buque de la Marina de los EE. UU. en llevar el nombre de Miami, Florida. El Miami fue el cuadragésimo cuarto submarino de clase Los Ángeles (688) y el quinto submarino mejorado de clase Los Ángeles (688I) que se construyó y puso en servicio. El contrato para construirlo se adjudicó a la división Electric Boat de General Dynamics Corporation en Groton, Connecticut, el 28 de noviembre de 1983, y su quilla se colocó el 24 de octubre de 1986. Fue botado el 12 de noviembre de 1988 y comisionado el 30 de junio de 1990 con el comandante Thomas W. Mader al mando.
El 1 de marzo de 2012, Miami se detuvo en el astillero naval de Portsmouth en Kittery, Maine, para una revisión de ingeniería (EOH) programada de 20 meses y actualizaciones del sistema. El 23 de mayo, un empleado del astillero inició un incendio que se extendió a la sala de estar de la tripulación, el comando y control y los espacios de torpedos. Inicialmente, se estimó que las reparaciones requerirían tres años y 450 millones de dólares, una estimación que luego se revisó a un rango de  entre 450 millones de $ a 700 millones de $.
El 6 de agosto de 2013, funcionarios de la Marina dijeron que debido a los recortes presupuestarios, la embarcación no sería reparada. El submarino fue colocado en la lista de inactivos, y luego dado de baja el 28 de marzo de 2014, para ser eliminado a través del Programa de Reciclaje de Buques y Submarinos.

## Historial de servicio

### Incendio

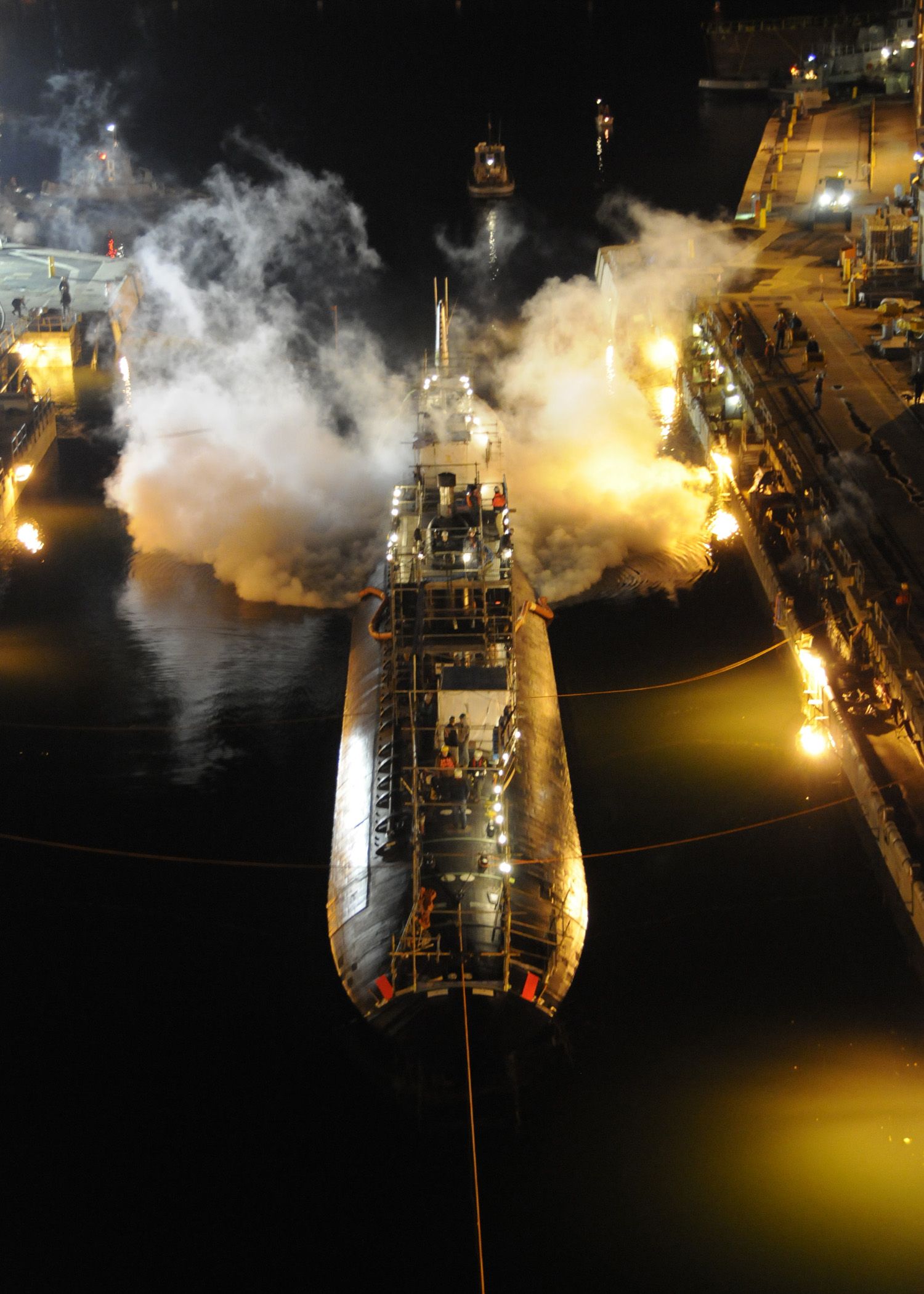
Miami ingresa al dique seco en el Astillero Naval de Portsmouth el 15 de marzo de 2012 para comenzar una revisión de ingeniería. Fue gravemente dañado por un incendio dos meses después.

A las 5:41 pm EDT del 23 de mayo de 2012, se llamó a los equipos de bomberos con un informe de un incendio en el Miami mientras se reparaba en el astillero naval de Portsmouth en Kittery, Maine. En ese momento, el submarino estaba en un ciclo de mantenimiento programado de 20 meses, lo que indica que estaba pasando por una revisión exhaustiva llamada "Revisión de ingeniería". Los medios nacionales estadounidenses informaron que siete bomberos habían resultado heridos. Un miembro de la tripulación sufrió fracturas en las costillas cuando cayó a través de un agujero dejado por las placas de cubierta removidas durante el incendio. Los bomberos tardaron 12 horas en extinguirlo.
Inicialmente, la Marina de los EE.UU. informó que el incendio comenzó cuando una aspiradora industrial utilizada "para limpiar los lugares de trabajo en el submarino después de los turnos de los trabajadores del astillero" absorbió una fuente de calor que encendió los escombros dentro de la aspiradora. Sin embargo, el 23 de julio de 2012, el pintor civil y chorreador de arena Casey J. Fury fue acusado de dos cargos de incendio provocado después de confesar haber iniciado el incendio. Fury dijo que encendió trapos en la litera superior de un compartimiento de atraque para poder salir temprano del trabajo. El 15 de marzo de 2013, fue sentenciado a más de 17 años en una prisión federal y se le ordenó pagar 400 millones de $ como compensación.
El debate sobre si reparar o desguazar el Miami duró más de un año. Un mes después del incendio, las senadoras de Maine Susan Collins y Olympia Snowe abogaron por reparar el submarino. En julio de 2012, los líderes de la Armada pidieron al Congreso que agregara 220 millones de $ al presupuesto de operaciones y mantenimiento para reparaciones de barcos emergentes y no financiadas. En agosto, la Armada decidió reparar el barco por un costo total estimado de $450 millones. Se esperaba que el coste de reparación se redujese utilizando piezas de repuesto del USS Memphis recientemente desmantelado y reparando en lugar de reemplazar las secciones dañadas del casco, como se había hecho con otro submarino de la clase Los Ángeles, el USS San Francisco. Pero ambos enfoques resultaron inviables con el Miami. Además, una evaluación detallada elevó la factura de reparación estimada a 700 millones de $.
El 6 de agosto de 2013, la Marina de los EE.UU. anunció su intención de desmantelar el Miami y concluyó que el coste era más de lo que podía pagar en una época de recortes presupuestarios. El submarino fue dado de baja oficialmente el 28 de marzo de 2014, para ser eliminado a través del a través del Programa de Reciclaje de Buques y Submarinos.